# 고기현
고기현(高基鉉, 1986년 5월 11일~)은 대한민국의 은퇴한 쇼트트랙 선수이며, 행정가이다.
목일중학교 재학 시절 국가대표로 뽑혔고 7월 1일 이전에 태어난 관계로 올림픽에 참가할 수 있었다. 중학교 졸업반 학생으로 2002년 미국 유타주 솔트레이크시티에서 열린 제19회 동계 올림픽에 참가하여 1500m에서 금메달, 1000m에서 은메달을 획득했다. 대한민국 최연소 개인종목 올림픽 금메달리스트이다. 솔트레이크 대회 이후에는 부상으로 슬럼프에 빠졌고, 연세대학교 체육교육학과에 입학하여 현역에서 은퇴한 후 스포츠행정가로서의 변신을 위해 유학을 떠났다. 2013 평창동계스페셜올림픽에서 쇼트트랙 스포츠매니저로서 쇼트트랙 경기를 총괄 운영하였고, 현재 2018년 평창 동계 올림픽 및 패럴림픽 조직위원회에 재직 중에 있으며, ISU 쇼트트랙 인터내셔널 레프리로 활동하고 있다. 2002년 대한민국 문화관광부 선정 대한민국 체육상 경기부문 수상자였으며, 2008년 10월 대한민국 정부로부터 체육훈장 청룡장을 받았다. 현재는 대한빙상경기연맹 이사로 맡고 있다.

## 학력
- 홍익대학교 사범대학 부속초등학교 졸업
- 목일중학교 졸업
- 세화여자고등학교 졸업
- 연세대학교 체육교육학 학사